# Tillandsia superinsignis
Tillandsia superinsignis är en gräsväxtart som beskrevs av Eizi Matuda. Tillandsia superinsignis ingår i släktet Tillandsia och familjen Bromeliaceae. Inga underarter finns listade i Catalogue of Life.